# Bieżanice
Bieżanice, Bieżanicy (ros. Бежаницы) – osiedle typu miejskiego w zachodniej Rosji, centrum administracyjne rejonu bieżanickiego w obwodzie pskowskim. Jednocześnie miejscowość stanowi osiedle miejskie oraz jest centrum administracyjnym osiedla wiejskiego Bieżanickie, w którego skład jednak nie wchodzi.

## Geografia
Miejscowość położona jest nad rzeką Muchrowka (dorzecze rzeki Lsta), 132 km od Pskowa.
W granicach miejscowości znajdują się ulice: Aerodromnaja, imieni Aleksandra Matrosowa, zaułek Bieriezowyj, Bołotnaja, zaułek Bolnicznyj, zaułek Cwietocznyj, zaułek Dietskij, Drużby, Eniergietikow, Gienierała Czeczenskogo, Gieroja Sow Sojuza Grigorii Striepietowa, Industrialnaja, Iwanowskaja, zaułek Iwanowskij, Jużnaja, Kazarmy 341 km, imieni Kławy Nazarowoj, Komsomolskaja, Koopieratiwnaja, Krasawcewa, Krasnołuczenskoje szosse, Krasnyj Zor, zaułek Kriwoj, Lesnaja, imieni Łary Michiejenko, Ługowaja, Mira, Mirnaja, Mołodiożnaja, zaułek MTS, zaułek Narodnyj, Nowaja, Nowosiełow, Pakgauznaja, Partizanskaja, Pierwomajskaja, zaułek Piesocznyj, Pionierskaja, Pobiedy, Polewaja, Sadowaja, zaułek Sirieniewyj, Smolnaja, Sołdatskaja Gorka, Sołniecznaja, Sowietskaja, zaułek Sowietskij, Spirowskije Chutora, Sriedniaja, Stroitielej, Swobody, Szkolnaja, Tichaja, Truda, Wietieranow, Wokzalnaja, Zawodskaja, Zariecznaja, Zielonaja, zaułek Zielonyj, zaułek Zwiezdnij.

## Demografia
W 2020 r. miejscowość liczyła sobie 3298 mieszkańców.

## Historia
Bieżanice zostały założone w XVI wieku. Jako wieś zaczęło rozwijać się na przełomie XVI i XVII wieku, kiedy to zintensyfikowały się kontakty handlowe między Pskowem a Wielkimi Łukami. Wieś stała się punktem tranzytowym szlaku handlowego – m.in. przechodziły przez nią transporty ze zbożem i włóknem lnianym przeznaczone na eksport. Pojawiły się karczmy, piekarnie i sklepy z odzieżą. Wieś stało się atrakcyjnym miejscem dla rzemieślników i kupców. W tym samym czasie Bieżanice odwiedził sam Piotr I (w drodze za wojskami na pole bitwy pod Połtawą).
Podczas okupacji hitlerowskiej, w październiku 1941 roku Niemcy utworzyli getto dla żydowskich mieszkańców. Przebywało w nim około 150 osób. W grudniu 1941 roku Niemcy zlikwidowali getto, a Żydów zamordowali. 
7 sierpnia 1961 roku zapadła decyzja o zmianie statusu wsi na osiedle robotnicze, a tym samym osiedle typu miejskiego.

## Ciekawostki
- Na pamiątkę swojej wizyty we wsi car własnoręcznie zasadził młody dąb, który – pielęgnowany, jako cenny relikt – dotrwał aż do lat 60. XX wieku, kiedy to uschło z powodu sąsiedztwa magazynu nawozów i suszarni.
- W Bieżanicach zatrzymał się przejazdem pisarz Alexandre Dumas. Wedle jego relacji w środku nocy zaatakowany przez pluskwy zmuszony był zrezygnować z noclegu i jechać dalej[5].